# Ангрекум полуторафутовый
Ангрекум полуторафутовый (лат. Angraecum sesquipedale)  — многолетнее травянистое растение семейства Орхидные (Orchidaceae). Цветки растения опыляется бражником Xanthopan morgani, существование которого предсказал Чарльз Дарвин, анализируя необычайно длинные шпорцы цветков. Культивируется как декоративное растение. 

## Этимология
Родовое название образовано от малаг. angurek — употребляемого по отношению ко многим местным Вандовым орхидеям; видовое название от лат. sesqui — наполовину, в полтора раза и лат. pedalis — футовый, размером в римский фут, по отношению к длине шпорца.
Вид не имеет устоявшегося русского названия, в русскоязычных источниках чаще используется научное название Angraecum sesquipedale.
Английское название — Comet Orchid (орхидея-комета). Французское название — Étoile de Madagascar (звезда Мадагаскара).

## Биологическое описание

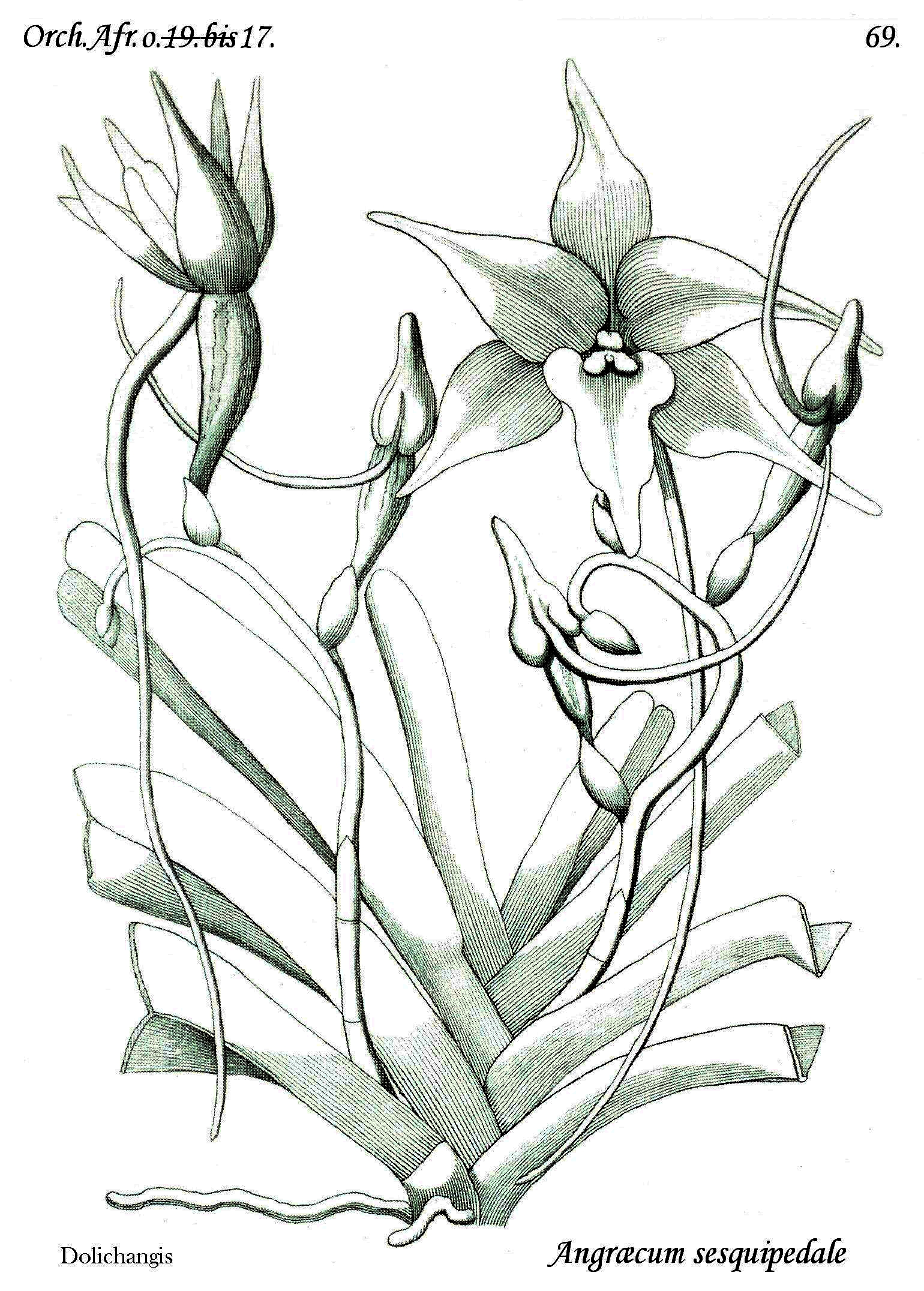
Angraecum sesquipedale
Ботаническая иллюстрация Louis-Marie Aubert du Petit-Thouars. «Histoire particulière des plantes orchidées recueillies sur les trois îles australes d’Afrique». Paris 1822 г.

Моноподиальные растения крупных размеров. Второй по величине среди представителей рода Ангрекум; самый крупный представитель рода — Angraecum eburneum var. superbum. Стебель прямостоячий, высотой 70–80 см. По стеблю редко расположены мощные воздушные корни вначале зеленовато-серебристые, а позже зеленовато-коричневые. 
Листья плотные, кожистые, с сизым восковым налётом, у основания сложенные, тупоконечные, слегка волнистые по краю, двурядные, длиной 30–35 см, шириной 3-4 см. 
Цветоносы слегка коленчатые, короче листьев. В соцветии 2–6 крупных цветка. Цветки по форме напоминают звезду, до 15 см диаметром с длинным шпорцем, обладают сильным ночным ароматом. Цвет белый или кремово-белый. Прицветники короткие, яйцевидные. Чашелистики треугольно-ланцетные, длиной 7–9 см, шириной 2,5–3 см. Лепестки стреловидные, отогнутые назад, длиной 7–8 см, шириной 2,5-2,8 см. Губа удлинённо-ланцетная, остроконечная, с длинным, до 25–30 см, светло-зелёным шпорцем. Колонка толстая, длиной 1–1,5 см.
Хромосомы: 2n = 42

## Ареал и охранный статус
Эндемик острова Мадагаскар. В недалёком прошлом в изобилии встречался в прибрежных зарослях канала Пангалан, расположенного вдоль побережья Индийского океана, в восточной части Мадагаскара (в частности, в окрестностях города Махануру), а также на острове Нуси-Бураха, на высотах до 100 метров над уровнем моря. 
В настоящее время природная популяция этого вида резко сокращается, несмотря на попытки обратной реинтродукции. Относится к числу охраняемых видов (II приложение CITES). Цель Конвенции состоит в том, чтобы гарантировать, что международная торговля дикими животными и растениями не создаёт угрозы их выживанию.

## Экология
Эпифитные, реже литофитные растения, часто образующие плотные группы. Произрастает на наклонных стволах или в развилках ветвей деревьев в нижнем ярусе леса, на скальных выходах, изредка — как наземное растение. 
В природе цветёт с июня по ноябрь. Синдром опыления молями. Опылитель — подвида бражника Xantopan morgani praedicta
Климат восточного побережья Мадагаскара влажный, тропический. Дожди продолжаются круглый год. Средние температуры с января по февраль 25 °C; с марта по апрель 30 °C; с мая по июль — от 20 до 25 °C; с августа по сентябрь 15 °C; с октября по ноябрь — от 20 до 25 °C; декабрь 30 °C.

## Таксономия
Первым из европейцев этот вид обнаружил французский ботаник Луи Мари Обер Дю Пети-Туар в 1798 году, но растение не было описано до 1822 года.
Этот вид ангрекумов хорошо известен благодаря Чарльзу Дарвину и его книге «О приспособлениях орхидных к оплодотворению насекомыми», вышедшей в свет к 1862 году. Изучая присланный ему с Мадагаскара цветок ангрекума полуторафутового, Дарвин обратил внимание на очень длинный шпорец в 11,5 дюйма с нектаром на самом дне и высказал предположение о существовании у этого вида своего особого опылителя, скорее всего крупного ночного бражника с соответствующей шпорцу длинной хоботка. В 1871 г Альфред Рассел Уоллес приходит к такому же заключению и предполагает, что Ангрекум полуторафутовый может опыляться найденным в тропической Африке бражником Xanthopan morgani. В 1903 году, уже после смерти Дарвина, на Мадагаскаре наконец-то был обнаружен подвид Xanthopan morgani с размахом крыльев 13–15 см, а длиной хоботка около 25 см. Энтомологи назвали этот подвид Xantopan morgani praedicta. Слово лат. prae–dico означает «предсказанный».

### Синонимы
По данным Королевских ботанических садов в Кью и The Plant List в синонимику вида входят следующие названия:
- Aeranthes sesquipedalis (Thouars) Lindl. 1824
- Macroplectrum sesquipedale (Thouars) Pfitzer 1889
- Angorchis sesquepedalis (Thouars) Kuntze 1891
- Mystacidium sesquipedale (Thouars) Rolfe 1904
- Aeranthes sesquipedalis (Thouars) Rchb. f.
- Angorchis sesquipedale (Thouars) Kuntze

### Природныевариациии их синонимы
По данным Королевских ботанических садов в Кью:
- Angraecum sesquipedale var. angustifolium Bosser & Morat 1972
  - syn. Angraecum bosseri Senghas, 1973
- Angraecum sesquipedale var. sesquipedale

### Внутриродовые первичныегибриды(грексы)
Зарегистрированы RHS
- Angraecum Appalachian Star — A.sesquipedale x Angraecum praestans — Breckinridge, 1992.
- Angraecum Crestwood — A.Veitchii x A.sesquipedale — Crestwood, 1973.
- Angraecum Dianne’s Darling — A.sesquipedale x A.Alabaster — Yarwood, 2000.
- Angraecum Lemförde White Beauty — Angraecum magdalenae x A.sesquipedale — Lemförder Orch., 1984.
- Angraecum Malagasy — A.sesquipedale x Angraecum sororium — Hillerman, 1983.
- Angraecum Memoria Mark Aldridge — A.sesquipedale x Angraecum eburneum subsp. superbum — Timm, 1993.
- Angraecum North Star — A.sesquipedale x Angraecum leonis — Woodland, 2002.
- Angraecum Ol Tukai — Angraecum eburneum subsp. superbum x A.sesquipedale — Perkins, 1967
- Angraecum Orchidglade — A.sesquipedale x Angraecum eburneum subsp. giryamae, J.& s., 1964.
- Angraecum Rose Ann Carroll — Angraecum eichlerianum x A.sesquipedale — Johnson, 1995
- Angraecum Sesquibert — A.sesquipedale x Angraecum humbertii — Hillerman, 1982.
- Angraecum Sesquivig — Angraecum viguieri x A.sesquipedale — Castillon, 1988.
- Angraecum Star Bright — A.sesquipedale x Angraecum didieri — H.& R., 1989.
- Angraecum Veitchii — Angraecum eburneum x A.sesquipedale — Veitch, 1899.

### Межродовыегибриды(грексы)
Зарегистрированы RHS
- Eurygraecum Lydia — A.sesquipedale x Eurychone rothschidiana — Hillerman, 1986.
- Eurygraecum Walnut Valley — Eurygraecum Lydia x Angraecum magdalenae — R.& T., 2006.
- Angranthes Sesquimosa — Aeranthes ramosa x A.sesquipedale — Hillerman, 1989.

## Содержание в культуре

### История
Экземпляры, изъятые из природы, впервые попали в Англию в 1855 году. Первое цветение в культуре было получено в коллекции Уильяма Эллиса в 1857 году. Первый гибрид с участием Angraecum sesquipedale был создан John Seden, сотрудником питомника Veitch Nurseries, и впервые экспонировался 10 января 1899 г. Он был назван Angraecum Veitchii, но также широко известен под именем короля Angraceum гибридов (King of the Angraceum hybrids).

### Условия содержания
Посадка в корзинки для эпифитов или светлые (не нагревающиеся на солнце) пластиковые горшки. Субстрат не должен препятствовать движению воздуха. На дно горшка укладывается несколько камней, делающих горшок более устойчивым к опрокидыванию, основной субстрат — сосновая кора крупной фракции (5–6 см) и кусочки пенопласта или керамзита в соотношении 1:1. Верхний слой субстрата состоит из коры средней фракции (2–3 см), дополнительно в верхнюю часть субстрата можно добавить сфагнум или другой вид мха.
Температурная группа — умеренная. Ярко выраженного периода покоя не имеет. В зимнее время полив немного сокращают. Частота полива в период вегетации должна быть подобрана таким образом, чтобы субстрат внутри горшка успевал почти полностью просохнуть, но не успел высохнуть полностью. Растение чувствительно к накапливанию солей в субстрате. При засолении субстрата на кончиках листьев нижнего, а если не принимать своевременных мер, то и среднего яруса начинают появляться коричневые пятна некрозов. Со временем эти пятна разрастаются и приводят к довольно быстрому отмиранию листовых пластинок. Для полива лучше использовать воду, прошедшую очистку методом обратного осмоса.
Относительная влажность воздуха 50–70 %. Низкая влажность воздуха (менее 45 %) в помещении, может приводить к частичному залипанию новых листовых пластинок, которые впоследствии принимают слегка ладьеобразную форму.
Освещение: 10–15 кЛк. Обязательно притенение от прямых солнечных лучей. Несмотря на свои внешне хорошо защищённые, покрытые восковым налётом листья, оставленный по недосмотру на несколько часов под прямыми лучами солнца растение легко получает сильные ожоги. При недостаточном освещении растение не цветет.
Пересадка каждые 1–3 года, в зависимости от степени разложения субстрата. Подкормки комплексным удобрением для орхидей в минимальной концентрации 1–3 раза в месяц.
Молодые растения повреждаются несколькими видами клещей рода Tetranychus (Tetranychus urticae, Tetranychus turkestani, Tetranychus pacificus, Tetranychus cinnabarinus). Взрослые экземпляры могут поражаться щитовкой — насекомыми, относящимися к семейству Diaspididae, и ложнощитовкой (насекомые семейства Coccidae, или Lecaniidae), которые поселяются в пазухах нижних листьев и на оголённой части стебля.
Дополнительно см. статью Вредители и болезни орхидных закрытого грунта.
Начало бутонизации в ноябре. Цветение — декабрь — февраль. Продолжительность цветения 3–4 недели, в срезе сохраняется 2,5–3 недели. В домашних условиях иногда цветёт дважды в году; в январе и ближе к середине лета.

## В художественной литературе
Под названием «ангрекум сескипедале» вид упомянут в романе Рекса Стаута, Острие копья. 
«- А теперь молись, Арчи, чтобы на сей раз я угадал. Если да, то к Рождеству я пополню коллекцию еще одним сортом ангрекум сескипедале. 
Я догадался, о чем идет речь, ибо вел учет всех затрат по делам оранжереи, и хотя я писал в счетах все эти заковыристые названия орхидей по-латыни, мне также трудно было произнести их вслух, как понять, какое отношение имеет исчезновение Карло Маффеи к смерти какого-то ректора университета».